# Die Atlas Trilogie – Wer ist John Galt?
Die Atlas Trilogie – Wer ist John Galt? (Originaltitel Atlas Shrugged: Part I) ist eine 2011 entstandene US-amerikanische Filmadaption des ersten Drittels des Romans Atlas wirft die Welt ab (Ayn Rand, 1957). Im Oktober 2012 kam in den USA der zweite Teil Atlas Shrugged: Part II in die Kinos, 2014 folgte Atlas Shrugged: Part III.

## Handlung
Im nahen Zukunftsjahr 2016 ist durch eine Ölpreiskrise im Nahen Osten die US-Wirtschaft erheblich angegriffen worden: Der Dow Jones ist auf unter 4.000 Punkte gefallen, und Benzin ein so teures Gut geworden („38 US-Dollar pro Gallone“), dass die Vereinigten Staaten gezwungen sind, auf die Eisenbahn als Haupttransportmittel zurückzugreifen. Eine rücksichtslos verstaatlichende US-Regierung versucht alle US-Firmen aufzukaufen, die wenigen unabhängigen Unternehmen durch hohe Steuern zu kontrollieren und durch Kooperation mit korrupten Gewerkschaften zu erpressen. Arbeiten für das eigene Wohlergehen wird als Landesverrat gebrandmarkt.
Eine der wenigen unabhängigen Firmen ist die Eisenbahngesellschaft Taggart Transcontinental aus Colorado, geführt vom rückgratlosen CEO James Taggart. Als ein Zug auf einer Taggart-Bahnlinie verunglückt, weist er alle Schuld von sich und macht ausbleibende staatliche Gelder hierfür verantwortlich. Seine Schwester Dagny Taggart versucht die marode Firma durch Kooperation mit dem Stahlproduzenten Henry „Hank“ Rearden zu retten, dessen Lebenswerk Rearden Metal, eine hochwertige Metalllegierung, das marode Schienennetz von Taggart revolutionieren könne. Rearden wird aufgrund seines Idealismus von der eigenen Familie inklusive seiner Ehefrau Lilian verlacht, und seine Legierung wird als gefährliche Quacksalberei gebrandmarkt.
Taggart Transcontinental befindet sich in prekärer finanzieller Lage, und James Taggart willigt in den Vorschlag des korrupten Lobbyisten Wesley Mouch ein, dass die Taggart-Bahnlinien Eigentum des Bundesstaates Colorado werden. Mouchs Verstaatlichungspläne erregen den Zorn von Ellis Wyatt, einem Ölmogul aus Colorado, der die Taggarts als Verräter sieht. Auch die Minen des Kupferindustriellen Francisco d’Anconia werden für viel Geld zwangsverstaatlicht. Zum Entsetzen der Lobbyisten sind sie völlig marode: d’Anconia wollte ihnen zeigen, dass eine Investition nur Rendite abwerfen soll, wenn man ehrlich dafür gearbeitet hat.
Dagny und Hank arbeiten daran, die maroden Bahnlinien zu reparieren. Entsetzt stellen sie fest, dass die hierfür nötigen Erfinder, Ingenieure und Handwerker plötzlich verschwinden. Nachforschungen bleiben erfolglos, alle Fragen hierzu werden mit einer rätselhaften Gegenfrage beantwortet: „Wer ist John Galt?“ Bei der Jahresfeier von Reardens Hochzeit meint d’Anconia, dass Reardens Familie ein Haufen Parasiten sei und er Besseres verdient habe. Reardens Probleme vergrößern sich, als der korrupte Wissenschaftler Dr. Robert Stadler von der staatsfinanzierten State Science Institute veröffentlicht, dass Rearden Metal gefährlich sei, was den Aktienkurs der mittlerweile eng verflochtenen Firmen Taggart und Rearden ins Bodenlose stürzen lässt. Außerdem droht die staatsgläubige Eisenbahngewerkschaft mit Boykott von Taggart Transcontinental.
Mouch erlässt ein Dekret, wonach es verboten wird, dass Individuen mehr als eine Firma besitzen. Hanks Firma wird zwangsaufgeteilt, doch die Jungfernfahrt der neueröffneten Bahnlinie ist ein voller Erfolg. Dagny und Hank verlieben sich und verbringen die Nacht miteinander. Ermutigt durch den Erfolg starten sie die Forschung eines in Vergessenheit geratenen neuartigen Motors, welcher Elektrostatik in Bewegungsenergie umsetzt. Die Suche nach dem Erfinder verläuft ergebnislos, und in den Nachrichten wird verkündet, dass die US-Regierung „zum Wohle der Nation“ eine Zusatzsteuer auf Colorado erhoben hat, speziell auf Eisenbahnverkehr in Colorado. Dagny erfährt, dass Ellis Wyatt verschwunden ist und all seine Ölfelder brennen. Im Voice-over ist Wyatts Anrufbeantworter zu hören, wonach er „ab sofort streikt“.
Viele Ereignisse werden vom mysteriösen unseen character John Galt kommentiert, wie im Buch ist roter Faden des Filmes die Frage: „Wer ist John Galt?“

## Hintergrund
Das Drehbuch von Brian Patrick O’Toole deckt das erste Drittel von Ayn Rands gleichnamigem Buch ab.
Über 50 Jahre lang waren diverse Versuche gescheitert, Rands Buch zu verfilmen. In den 1970er Jahren versuchte es Albert S. Ruddy, Produzent des Mafiafilmes Der Pate. Weil Rand mit der Verfilmung ihres ersten Romans Ein Mann wie Sprengstoff (engl. The Fountainhead) nicht zufrieden gewesen sei, habe sie ein starkes Misstrauen gegen Filmpläne entwickelt, dazu kam laut Ruddy, dass Rand „darauf bestand, die Endversion des Skriptes kontrollieren zu können“ und ihre „Paranoia, da sie meinte, dass die Sowjets Paramount Studios aufkaufen würden, um die Verfilmung zu stoppen“, weswegen er am Ende Abstand nahm. Rand versuchte selbst ein Skript zu schreiben, starb aber 1982, als sie etwa ein Drittel ihres Romanes übertragen hatte.
Nach Rands Tod verkaufte ihr Nachlassverwalter Leonard Peikoff einen Teil der Verfilmungsrechte an Michael Jaffe und Ed Snider, lehnte aber Jaffes Skript 1993 ab. Der nächste Versuch kam mit dem Millionär John Aglialoro, einem erklärten Objektivisten, der Peikoff die Filmrechte für eine Million US-Dollar abkaufte und sich „volle kreative Kontrolle“ zusichern ließ. Er finanzierte die Erstellung mehrerer Skriptversionen, die er alle verwarf, da sie entweder „zu Science Fiction, zu arbeiterklassenorientiert oder zu karikaturhaft“ seien. 1999 schien der Durchbruch zu kommen, als TNT das Buch als Miniserie mit vier Folgen drehen wollte, aber nach internen Umstrukturierungen (der Fusion von AOL und Time Warner) davon Abstand nahm. Nach den Anschlägen des 11. September 2001 sank die Attraktivität des Filmprojektes für einige Jahre, bis Aglialoro Lions Gate Entertainment dazugewann und hoffte, Angelina Jolie als Zugpferd gewinnen zu können.
Doch Lions Gate schaffte es nicht, das Projekt zum Laufen zu bringen, und Aglialoro gab 2009 die Verfilmung an die Independent-Firma The Strike Productions weiter. Sie kalkulierten mit einem Budget von ca. 15 Millionen US-Dollar, wovon Aglialoro aus eigener Kasse zehn Millionen US-Dollar bereitstellte. Er kam unter Zeitdruck, da seine Option auf die Verfilmungsrechte am 15. Juni 2010 auslief. Er heuerte Brian Patrick O’Toole an, um ein Skript zu schreiben, und heuerte auf dem schmalen Budget eher unbekannte Schauspieler an: die beiden Hauptrollen von „Dagny Taggart“ und „Hank Rearden“ gingen jeweils an Taylor Schilling (Mercy) und Grant Bowler (True Blood). Am 13. Juni 2010 begannen die Dreharbeiten, so dass Agilaloro fristgerecht die Verfilmungsrechte umsetzte, und gab zu, dass das Filmen mit „einem begrenzten Budget... schwerer sei als die [von Lions Gate geplanten] 70 Millionen US-Dollar“, und bedankte sich für den „Idealismus der Schauspieler, die große Gehaltseinbußen in Kauf nahmen, nur um in diesem Film mitzuspielen“. Die Dreharbeiten selbst dauerten 26 Tage.
Angesprochen darauf, wie Rands politische Aussagen die heutigen Vereinigten Staaten besser machen würden, meinte Aglialoro, dass „die Politiker der Vereinigten Staaten den Geist der Founding Fathers eingebüßt hätten und stattdessen sich mehr mit Machterhalt und Wiederwahlen beschäftigen, als den Menschen zu helfen“ und dass er den Film als ein Mittel sieht, den libertären Gedanken Rands weiterzutragen.
Festgestellt wurde auch die enge inhaltliche Übereinstimmung zwischen dem im Buch propagierten Objektivismus und den Zielen der konservativen Tea-Party-Bewegung. Filmausschnitte wurden Februar 2011 in der Tea-Party-nahen Conservative Political Action Conference gezeigt. Ko-Produzent Harmon Kaslow bezeichnete sich als „Objektivisten“ und „absoluten Anhänger der Tea-Party-Bewegung“ und meinte, dass Rands Betonung individueller Freiheit bis heute aktuell sei. Die Welt kommentierte, dass Rand zwar im Gegensatz zum Großteil der Tea-Party-Bewegung eine Atheistin gewesen sei, aber in wirtschaftlichen Fragen denselben laissez-faire-Kapitalismus wie die konservative Rechte heute vertritt.
Tea-Party-Führer Matt Kibbe (FreedomWorks) sah sich fünf Vorabversionen an und nutzte sein Netzwerk, um durch „Millionen E-Mails eine aktive Anwerbung von Tea-Party-Anhängern zum gemeinsamen Ins-Kino-Gehen“ durchzuführen. Die Produzenten schickten Vorabversionen des Filmes an die konservativen Journalisten John Stossel, Rush Limbaugh und Sean Hannity, wobei relativierend angemerkt wurde, dass Regisseur Paul Johansson Anhänger des US-Präsidenten und Tea-Party-Gegners Barack Obama ist und Hauptdarstellerin Taylor Schilling der konservativen Bewegung „nicht nahesteht“. Der Trailer des Filmes wurde auf YouTube über eine Million Mal angeklickt.
Der Film feierte am US-amerikanischen Tax Freedom Day 2011 (15. April) in 299 Kinos Premiere. Die britische Zeitung The Independent verglich den Hype um die Premiere mit einem „Star Wars oder Twilight für die politische Rechte“ und gab die Hoffnung der Rand-Fans wider, dass der Film die konservative Rechte so sehr aufrütteln würde wie Die Passion Christi. In Deutschland kam der Film nicht in die Kinos und wurde ab dem 25. Oktober 2012 auf DVD vermarktet.

## Kritiken

### Vereinigte Staaten
Atlas wirft die Welt ab schnitt bei der US-amerikanischen Kritik mäßig ab, wogegen das Publikum generell positiv reagierte (Stand: 24. April 2011). Auf der Rezensionsplattform Rotten Tomatoes wird der Film von den Experten mit lediglich sechs von 100 möglichen Punkten bewertet, von den Usern bekommt er aber 85 von 100. Auf der vergleichbaren Rezensionsplattform Metacritic.com bekommt er von der Fachkritik nur 28 von 100 möglichen Punkten, die User vergaben hingegen 6,6 von zehn möglichen Punkten. Auf der Internet Movie Database geben die User eine Durchschnittsnote von 5,7 bei einer Höchstpunktzahl von zehn.
Die New York Post bewertete den Film trotz „gestelzter Dialoge und steifen Darstellern... als fesselnd“ und gab 2.5 von vier Sternen. Roger Ebert kritisierte die „antiklimaktische, leidenschaftlos vorgetragene Handlung... die aus Kostengründen scheinbar nur aus Konferenzen in edlen Lounges und aus Einstellungen von Lokomotiven besteht“, und gab dem Film einen von vier Sternen. Ebert fiel zudem auf, dass „eine Vielzahl positiver Onlinekritiken bereits existierten, bevor der Film überhaupt in die Kinos kam.“
The Boston Globe rügte die „banalen Dialoge und simplistische Handlung“, in der der Film dem Zuschauer „Einwände gegen eine mit 250 Meilen pro Stunde [400 km/h] durch Oregon brausende Eisenbahn als Schwäche verkaufen will“ und bemerkte sarkastisch, dass „der Zug natürlich sicher sei“. Die Chicago Tribune gab ebenfalls nur zwei von fünf Sternen mit den Worten, der Film werde „Rand schlicht nicht gerecht“, und bemängelte, dass „der Film etwas ist, was unter Rand kaum denkbar wäre: gewöhnlich“. Der Rolling Stone meinte, „dass die Verfilmung aus Geld- und Talentmangel herumläge wie ein mißhandelter Seehund... und höchstens Tea-Party-Anhänger erfreuen wird“, und gab null von vier Sternen. Der auf Skripte spezialisierte Kritiker Timothy Farmer monierte die „unverständlichen Dialoge, die handwerklich mäßige Bildsprache und die mangelnde Chemie zwischen den Charakteren“ und gab dem Film eine „Drei minus“.
Auch von Presseorganen, die eine Nähe zu Rands Objektivistismus oder zu den Zielen der Tea-Party-Bewegung besitzen, gab es Beanstandungen. Das einschlägig wirtschaftsliberale und wertkonservative The Wall Street Journal zeigte sich enttäuscht über die „fantasielose Inszenierung und oberflächliche Handlung“. Die nationalkonservative National Review kritisierte die „kitschigen, hölzernen Darsteller“ und meint, dass die größte Leistung des Filmes wohl darin bestünde, „den Leuten das Buch nahezubringen“.

### Deutschland
In der Süddeutschen Zeitung wurde kritisiert, die Verfilmung habe mit ihren Regieschlampereien, hölzernen Schauspielern und papierenen Dialogen „nicht einmal Vorabendniveau“. Das Werk sei ein „liebloses Propagandavehikel für die libertären Ideologen von FreedomWorks, Cato Institute und anderen Organisationen aus dem Dunstkreis der Tea Party, die den Film mitfinanzierten“.
Marc Pitzke schrieb bei Spiegel Online über die „fast wortgerechte Adaption“ des Werks von Ayn Rand, sie sei mit aufwendiger Kulisse, „glamouröser Ausstattung und atemberaubenden – wiewohl computererzeugten – Landschaftspanoramas“ ausgestattet, der Stauneffekt beschränke sich jedoch auf die Optik. Die Inszenierung sei steif, die Schauspielerei hölzern, die Dialoge seien qualvoll. „Auf dem Papier wirkt das alles noch einleuchtend, fast bewegend. Auf der Leinwand kommt es daher wie eine Episode des ‚Denver Clan‘.“ Kritiker hätten das Werk als „Kapitalismus-Porno“ beurteilt.

## Einspielergebnis
Atlas wirft die Welt ab wurde mit einem Budget von etwa 15 bis 20 Millionen US-Dollar realisiert.
Der Film wurde zunächst in ca. 300 US-Kinos gezeigt und spielte am Startwochenende insgesamt 1,7 Millionen US-Dollar ein. Ab Karfreitag (22. April) wurde die Zahl der Kinos auf über 450 erhöht, und insgesamt wurden ca. 4,6 Millionen US-Dollar eingespielt. Produzent Aglialoro zeigte sich enttäuscht von den niedrigen Zuschauereinnahmen, die er auf die „Vielzahl negativer Kritiken“ zurückführte. Als weiterer möglicher Grund wurde genannt, dass Aglialoro im Vorfeld des Filmes aus Kostengründen lediglich 350.000 US-Dollar für professionelles Marketing ausgab, und sich fast ausschließlich auf Mundpropaganda unter Rand-Fans und Tea-Party-Anhängern stützte.
Die britische Daily Mail verglich den Film mit dem „ebenfalls von der Fachkritik verrissenen, aber vom konservativen US-Publikum gefeierten Die Passion Christi“ (welches ebenfalls eine Independent-Produktion war und allein in den USA 370 Millionen US-Dollar einspielte). Der kommerzielle Misserfolg von Atlas wirft die Welt ab und die „ungebrochene Popularität des Buches, von dem bis heute 100 000 Exemplare pro Jahr verkauft werden“ brachte die Daily Mail dazu, die Macht der US-amerikanischen Rechten und der Tea-Party-Bewegung kritisch zu hinterfragen.
John Aglialoro meinte zu den Negativrezensionen, dass die seiner Meinung nach „hasserfüllten, anti-individualistischen Kritiken von Roger Ebert und Co.“ ihn noch mehr anspornten, die beiden noch fehlenden Drittel des Buches in einem zweiten und dritten Filmteil auf die Leinwand zu bringen.
Beim DVD-Verkauf des Films mussten 100 000 Exemplare zurückgerufen werden, da der Klappentext „Mut und Selbstlosigkeit“ von Ayns Rands Vision lobte, obwohl es korrekterweise „Mut und die Risiken der Selbstlosigkeit“ hätte lauten müssen. Dieser Fauxpas wurde vom filmeigenen Blog als „sehr peinlich“ bezeichnet und die betreffende Stelle zu „rationales Selbstinteresse“ geändert.
Die Fortsetzung Atlas Shrugged II: The Strike, die das zweite Drittel von Rands Buch verfilmte, wurde am 12. Oktober 2012 vorgestellt. Sie spielte bei einem Budget von 20 Millionen US-Dollar lediglich fünf Millionen US-Dollar am Box Office ein und wurde für zwei Goldene Himbeeren nominiert. Der dritte Teil, Atlas Shrugged Part III: Who Is John Galt?, wurde im September 2014 veröffentlicht und ebenfalls für eine Goldene Himbeere nominiert.